# Laccosperma
Laccosperma (G.Mann & H.Wendl.) Drude, 1877 è un genere di piante appartenente alla famiglia delle Arecacee..

## Distribuzione e habitat
Le specie del genere Laccosperma sono diffuse nelle foreste di bassa quota dell'Africa occidentale e centrale.

## Tassonomia
Il genere comprende le seguenti specie:
- Laccosperma acutiflorum (Becc.) J.Dransf.
- Laccosperma cristalensis Couvreur & Niang.
- Laccosperma korupense Sunderl.
- Laccosperma laeve (G.Mann & H.Wendl.) Kuntze
- Laccosperma opacum Drude
- Laccosperma robustum (Burret) J.Dransf.
- Laccosperma secundiflorum (P.Beauv.) Kuntze